# 苯吡丙胺
苯吡丙胺（Pheniramine）又称非尼拉敏、非尼腊明、抗感明、抗感敏或屈米通（Trimeton）等，是一种有抗胆碱能性质的抗组胺药，用作抗过敏药，用来治疗荨麻疹及过敏性鼻炎等。具有相对较强的镇静作用，因此有时和其他有镇静效果的抗组胺药（如苯海拉明等）一样，也用作非正规的非处方安眠药。非尼拉敏也是眼药水的常用成分，用来治疗过敏性结膜炎。
非尼拉敏常与其他药物一同结合成复方，而不是单独使用。

## 化学相关物
非尼拉敏的衍生物包括氯苯那敏、右氯苯那敏、右溴苯那敏、曲普利啶及溴苯那敏等，它的两种碘化衍生物，碘芬宁和氟苯那敏，现被当作治疗疟疾及某些癌症的复方成分研究。

## 副作用
非尼拉敏可能会导致嗜睡或心跳过缓，过量服用可能会导致睡眠失调。过量使用也可能会导致癫痫，特别是与酒精一同的情况下。于皮质醇一同使用可能会导致肾上腺素水平低下，导致意识模糊等。

## 立體異構
苯非他敏含有一個立體中心，由兩種對映體組成。 這是一個外消旋體，即（“R”）和（“S”）形式的1：1混合物：
| 苯咪胺的對映體         | 苯咪胺的對映體         |
| ---------------------- | ---------------------- |
| CAS-Nummer: 56141-72-1 | CAS-Nummer: 23201-92-5 |